# Philipp Marx
Philipp Marx (ur. 3 lutego 1982 w Biedenkopf) – niemiecki tenisista.

## Kariera tenisowa
W gronie profesjonalistów od 2001 roku.
W cyklu ATP World Tour Marx osiągnął 2 finały w grze podwójnej, w marcu 2010 roku w Delray Beach w parze z Igorem Zelenayem, a także w lutym 2014 roku w Zagrzebiu wspólnie z Michalem Mertiňákiem.
Najwyżej w rankingu ATP singlistów zajmował 300. miejsce (3 kwietnia 2006), a rankingu deblistów 53. miejsce (27 września 2010).

### Finały w turniejach ATP World Tour
| Legenda                                      |
| -------------------------------------------- |
| Wielki Szlem                                 |
| Igrzyska olimpijskie                         |
| Tennis Masters Cup / ATP Finals              |
| ATP Masters Series / ATP Tour Masters 1000   |
| ATP International Series Gold / ATP Tour 500 |
| ATP International Series / ATP Tour 250      |

#### Gra podwójna (0–2)
| Końcowy wynik | Nr | Data           | Turniej      | Nawierzchnia  | Partner         | Przeciwnicy                   | Wynik finału   |
| ------------- | -- | -------------- | ------------ | ------------- | --------------- | ----------------------------- | -------------- |
| Finalista     | 1. | 28 lutego 2010 | Delray Beach | Twarda        | Igor Zelenay    | Bob Bryan Mike Bryan          | 3:6, 6:7(3)    |
| Finalista     | 2. | 9 lutego 2014  | Zagrzeb      | Twarda (hala) | Michal Mertiňák | Jean-Julien Rojer Horia Tecău | 6:3, 4:6, 2–10 |